# Javier Beirán
Javier Beirán Amigo (Madrid, 22 maggio 1987) è un cestista spagnolo, professionista nella Liga ACB e figlio dell'ex nazionale spagnolo José Manuel Beirán.

## Carriera
Con la Spagna ha disputato i Campionati mondiali del 2019.

## Palmarès

### Club
- Basketball Champions League: 1
  - Canarias: 2016-17
- Coppa Intercontinentale: 1
  - Canarias: 2017
- Copa Princesa de Asturias: 1
  - Estudiantes: 2022

### Nazionale
- Mondiali: 
  - : Cina 2019